# Leptogaster cressoni
Leptogaster cressoni är en tvåvingeart som beskrevs av Stanley Willard Bromley 1942. Leptogaster cressoni ingår i släktet Leptogaster och familjen rovflugor.
Artens utbredningsområde är Madagaskar. Inga underarter finns listade i Catalogue of Life.